# Габонско-индийские отношения
Габонско-индийские отношения — комплекс двусторонних отношений между Габоном и Индией. Габон имеет посольство в Нью-Дели. Посольство Индии в Киншасе, Демократическая Республика Конго, совместно аккредитовано в Габоне. Индия также имеет почётное консульство в Либревиле.

## История
Старший министр национальной обороны Габона Али Бонго Ондимба посетил Индию в ноябре 2007 года. Он снова посетил Индию в октябре 2015 года в качестве президента, чтобы принять участие в 3-м саммите Форума Индия-Африка в Нью-Дели. Несколько министров из Габона также посетили Индию. Единственный визит представителя правительства Индии в Габон произошёл в сентябре 2015 года, когда государственный министр по развитию человеческих ресурсов и специальный посланник премьер-министра Рам Шанкар Катерия посетил Либревиль и встретился с президентом Ондимбой.
Варша Паллави, помощник по экономическим вопросам главы посольства Габона в Нью-Дели, представлял страну на форуме агробизнеса Индия-Африка, организованном FICCI, Министерством сельского хозяйства и Министерством торговли и промышленности в феврале 2016 года. В форуме также приняли участие министр сельского хозяйства Индии Радха Мохан Сингх и высокопоставленные министры из Ботсваны, Сейшельских Островов, Замбии и других африканских стран.

## Торговля
Двусторонняя торговля между Габоном и Индией составила 142,45 миллиона долларов США в 2015-2016 годах, резко снизившись с 835,73 миллиона долларов в предыдущем финансовом году. Индия экспортировала товаров на 36,82 миллиона долларов в Габон и импортировала на 105,63 миллиона долларов. Основными товарами, экспортируемыми Индией в Габон, являются мясо и мясные продукты, фармацевтические препараты, хлопок, железо и сталь. Основными товарами, импортируемыми Индией из Габона, являются древесина и изделия из дерева, руды, шлак и зола.
В июне 2010 года Bharti Airtel заключила сделку по покупке мобильной связи Zain в 15 африканских странах, включая Габон, за 8,97 миллиарда долларов, что стало вторым по величине зарубежным приобретением Индии после покупки Corus сталелитейной компанией Tata Steel за 13 миллиардов долларов в 2007 году. Bharti Airtel завершила сделку по приобретению 8 июня 2010 года. В апреле 2011 года Tata Chemicals объявила, что инвестирует 290 миллионов долларов в приобретение 25,1% акций сингапурской фирмы Olam International в проекте по производству карбамида, расположенном недалеко от портового города Порт-Жантиль. Tata заявила, что будет экспортировать 25% всей продукции завода в Индию. Oil India Ltd. (OIL) в партнёрстве с Indian Oil Ltd. провела разведку нефти на блоке Шакти, Ламбереле. В 2013 году OIL обнаружила на месторождении 44 миллиона баррелей нефти.
Индийские фирмы, такие как Ramky Infrastructure Ltd. и M3M India Limited, выиграли контракты на развитие сектора инфраструктуры в Габоне.

## Иностранная помощь
В марте 2007 года Индия предоставила Габону кредитную линию (LOC) на сумму 14,5 миллиона долларов на строительство 300 домов и объектов инфраструктуры в Бикеле недалеко от Либревиля. Ещё один кредит на сумму 67,19 миллиона долларов был предоставлен на модернизацию вещательного оборудования Габона.
Габон был в числе первых 15 африканских стран, в которых Индия реализовала панафриканский проект электронной сети. В рамках проекта в Либревиле были созданы телеобразование, телемедицина и VVIP-соединение. На первом саммите Форума Индии и Африки в Нью-Дели в апреле 2008 года Индия согласилась создать центр профессионального обучения в Габоне в рамках «Плана действий» с Африканским союзом.
Граждане Габона имеют право на стипендии в рамках Индийской программы технического и экономического сотрудничества и Индийского совета по культурным связям. Несколько официальных лиц из Габона также прошли обучение по программе AIFS.

## Отношения в сфере культуры
Посол Габона Дезире Кумба торжественно открыл 4-й Глобальный фестиваль журналистики, проходивший в Marwah Studios, в Ноиде, в феврале 2016 года.
По состоянию на декабрь 2016 года в Габоне проживало около 100 индийцев. В основном они занимаются инфраструктурными проектами, торговлей, экспортом древесины и металлолома.